# Розподіл смуг радіочастот аматорського радіозв’язку
Розподіл смуг радіочастот аматорського радіозв’язку здійснюється національними телекомунікаційними органами. У всьому світі Міжнародна спілка електрозв’язку (англ. International Telecommunication Union) контролює скільки радіоспектру відведено для аматорського радіозв'язку. Окремі аматорські станції можуть вільно використовувати будь-яку частоту в дозволених діапазонах частот; дозволені діапазони можуть відрізнятися залежно від класу ліцензії.
Радіоаматори використовують різноманітні режими передачі, включаючи азбуку Морзе, радіотелетайп, дані та голос. Конкретні розподіли частот відрізняються від країни до країни та між регіонами МСЕ, як зазначено в поточному розподілі частот ITU HF для аматорського радіо. Перелік частотних діапазонів називається розподілом смуг, який може бути встановлений міжнародними угодами та національними правилами. Режими та типи розподілу в межах кожного діапазону частот називаються смуговим планом; це може бути визначено нормативними документами, але найчастіше встановлюється угодами між радіоаматорами.
Національні органи влади регулюють аматорське використання радіодіапазонів. Деякі діапазони можуть бути недоступними або мати обмеження щодо використання в певних країнах або регіонах. Міжнародні угоди призначають радіоаматорські діапазони, які відрізняються залежно від регіону.

## Характеристики діапазонів

### Довгі хвилі
- 2200 метрів – 135,7 – 137,8 кГц – трохи нижче азійського та європейського довгохвильового діапазону АМ-мовлення та набагато нижче комерційного діапазону АМ-мовлення.

- 630 метрів – 472–479 кГц – трохи нижче діапазону комерційного АМ-мовлення і діапазону морського радіо.
- 160 метрів – 1800 – 2000 кГц (1,8–2 МГц) – трохи вище комерційного діапазону AM-мовлення. Цей діапазон часто розглядається як технічна проблема, оскільки поширення на великі відстані (DX) має тенденцію бути складнішим через високий рівень поглинання радіохвиль D-шаром іоносфери. Поширення на великі відстані зазвичай відбувається лише вночі, і діапазон може бути дуже шумним, особливо в літні місяці. 160 метрів також відомий як «верхній діапазон», оскільки протягом багатьох років він був найдовшим аматорським діапазоном. Розподіл у цьому діапазоні значно відрізняється від країни до країни.

### Короткі хвилі
Більшість звичайних назв діапазонів, наведених нижче, є лише номінальними, а не фактичними довжинами хвиль; наприклад, у західній півкулі номінальний 80 м діапазон фактично коливається між приблизно 85,7–74,9 м; номінальний «17 м діапазон, фактично покриває 16,6–16,5 м, і так званий «15 m діапазон фактично займає 14.28–13.98 м.
- 80 метрів – 3,5–4,0 МГц (3500–4000 кГц) – найкращий вночі, зі значним поглинанням сигналу вдень. Найкраще працює взимку через атмосферний шум влітку. Лише країни в Америці та деякі інші мають доступ до всього цього діапазону, в інших частинах світу аматори обмежені нижніми 300 кГц (або менше). У США та Канаді частка смуги від 3,6–4,0 МГц, дозволяє використовувати односмуговий голос, а також голос з амплітудною модуляцією.
- 60 метрів – 5 МГц – відносно новий розподіл, який спочатку був доступний лише в невеликій кількості країн, таких як Сполучені Штати, Сполучене Королівство, Ірландія, Норвегія, Данія та Ісландія, але зараз продовжує розширюватися. У більшості (але не в усіх) країнах розподіл каналізований і може вимагати спеціального застосування. У США доступні п’ять каналів із центрами 5.332, 5.348, 5.368, 5.373 і 5.405 МГц; оскільки більшість радіостанцій SSB відображають (пригнічену) несучу частоту, у режимі USB всі частоти набору будуть 1,5 кГц нижче. Голосові операції зазвичай виконуються у режимі верхньої бічної смуги. Всесвітня конференція радіозв’язку МСЕ (WRC-15) 2015 року затвердила всесвітнє розподілення частот 5.351,5–5.366,5 МГц до аматорської служби на вторинній основі. Розподіл обмежує потужність аматорських станцій до 15 ват ефективної ізотропної випромінюваної потужності (EIRP); однак у деяких місцях буде дозволено до 25 Вт.
- 40 метрів – 7,0–7,3 МГц – Вважається найнадійнішим всесезонним діапазоном DX. Будучи популярним для DX вночі, 40 метрів також надійний для контактів середньої відстані (1500 км) протягом дня. Значна частина цієї смуги була передана телекомпаніям, і в більшості країн останні 100 кГц або 200 кГц доступні аматорам. Однак через високу вартість експлуатації потужних комерційних засобів мовлення, зменшення кількості слухачів і посилення конкуренції з боку Інтернет-сервісів міжнародного мовлення багато «короткохвильових» служб закриваються, залишаючи 40 метровий діапазон, вільний від інших користувачів для радіоаматорського використання.
- 30 метрів – 10,1–10,15 МГц – дуже вузька смуга, яка використовується спільно з неаматорськими службами. Тут рекомендується використовувати лише азбуку Морзе та передачу даних, а в деяких країнах аматорська передача голосу фактично заборонена. Наприклад, у США режими передачі даних, RTTY і CW є єдиними дозволеними режимами, а потужність не повинна перевищувати 200 Вт. Не допускається для аматорського використання в невеликій кількості країн. Завдяки своєму розташуванню в центрі короткохвильового спектру, цей діапазон забезпечує значні можливості для зв'язку на великій відстані у всіх точках сонячного циклу.
- 20 метрів – 14.000–14.350 МГц – вважається найпопулярнішим діапазоном DX; зазвичай найбільш популярний вдень. Оператори QRP розпізнають 14.060 МГц, як їхню основну частоту виклику в даному діапазоні. Користувачі режиму даних PSK31, як правило, збираються близько 14 070 МГц. Аналоговий SSTV зосереджений на 14.230 МГц.
- 17 метрів – 18,068–18,168 МГц – Подібний до 20 метрів, але більш чутливий до мінімумів і максимумів поширення сонячної енергії.
- 15 метрів – 21–21,45 МГц – найбільш корисний під час сонячного максимуму та зазвичай у денну пору. Спорадичне поширення E вдень (1500 км / 1000 миль) час від часу зустрічається на цьому діапазоні.
- 12 метрів – 24,89–24,99 МГц – здебільшого корисний удень, але відкривається для DX-активності вночі, під час сонячного максимуму.
- 10 метрів – 28–29,7 МГц – найкраща активність на великих відстанях (наприклад, через океани) спостерігається під час сонячного максимуму; у періоди помірної сонячної активності найкраща активність спостерігається в низьких широтах. Діапазон забезпечує корисне поширення поверхневих хвиль на короткі та середні відстані вдень і вночі. Завдяки спорадичним поширенням E протягом пізньої весни та більшої частини літа, незалежно від кількості сонячних плям, післяобіднє розкриття коротких смуг у невеликих географічних областях до 1500 км (1000 миль). Спорадичний Е викликано областями інтенсивної іонізації в Е-шару іоносфери. Причини спорадичності E не повністю вивчені, але ці «хмари» іонізації можуть забезпечувати короткочасне поширення від 17 метрів аж до 2 метрів. Робота FM зазвичай знаходиться на верхніх частотах діапазону (також ретранслятори знаходяться в сегменті 29,5–29,7 МГц у багатьох країнах).

### Ультракороткі хвилі
| 6 метрів          | 50–54 МГц       |                  |
| 4 метри           | 70–70.5 МГц     |                  |
| 2 метри           | 144–148 МГц     |                  |
| 1.4 метри         | 219–220 МГц     | лише Канада      |
|                   | 222–225 МГц     | США і Канада     |
| Дециметрові хвилі |                 |                  |
| 70 сантиметрів    | 420–450 МГц     |                  |
| 33 сантиметри     | 902–928 МГц     |                  |
| 23 сантиметри     | 1 240–1 300 МГц |                  |
|                   | 1 240–1 325 МГц | у Великобританії |
| 13 сантиметрів    | 2 300–2 310 МГц | нижній сегмент   |
|                   | 2 390–2 450 МГц | верхній сегмент  |
У той час як поширення радіохвиль в зоні прямої видимості є основним фактором для розрахунку дальності, більшість інтересу до діапазонів вище КВ викликана використанням інших режимів поширення. Сигнал, що передається на УКХ із портативного пристрою, зазвичай проходить приблизно 5–10 км залежно від місцевості. З малопотужною домашньою станцією та простою антеною діапазон буде близько 50 км.
З великою антенною системою, як-от Уда-Ягі, і більшою потужністю (зазвичай 100 ват або більше) контакти на відстані у 1000 км з використанням азбуки Морзе (CW) і режимів однобічної смуги (SSB) є поширеними. Радіоаматори люблять шукати фізичні межі звичайних характеристик частот, прагнучи вивчити, зрозуміти та експериментувати з можливостями цих покращених режимів розповсюдження.

## Регіон МСЕ 1
Регіон МСЕ 1 відповідає Європі, Росії, Африці та Близькому Сходу.
- Низькі частоти (LF) (30-300 кГц)
  - 2200 метрів (від 135,7 до 137,8 кГц)
- Середня частота (MF) (300 до 3 МГц)
  - 630 метрів (від 472 до 479 кГц)
- Висока частота (HF) (від 3 до 30 МГц)
  - дивіться таблицю аматорських діапазонів СЧ і ВЧ
- Дуже висока частота (VHF) (від 30 до 300 МГц)
  - 8 метрів (39,9 до 40,7 МГц), Республіка Ірландія, Словенія та Південна Африка. Маяки у Великобританії та Данії
  - 6 метрів (від 50 до 52 МГц), деякі країни Регіону 1
  - 5 метрів (від 58,5 до 60,1 МГц), Республіка Ірландія. The Beacon у Великобританії
  - 4 метри (від 69,9 до 70,5 МГц), деякі країни Регіону 1
  - 2 метри (від 144 до 146 МГц)
- Надвисока частота (UHF) (300 МГц до 3 ГГц)
  - 70 см (430 МГц)
  - 23 см (1,3 ГГц)
  - 13 см (2,3 ГГц)
- Мікрохвильові частоти
  - 9 см (3,4 ГГц)
  - 6 см (5,7 ГГц)
  - 3 см (10 ГГц)
  - 12 мм (24 ГГц)
  - 6 мм (47 ГГц)
  - 4 мм (76 ГГц)
  - <2 мм (134 і 247 ГГц)

### Таблиця аматорських ДВ і КВ діапазонів
Наступні діаграми показують добровільні смугові плани, які використовуються аматорами в регіоні 1. На відміну від США, слоти для різних режимів передачі не встановлюються аматорською ліцензією, але більшість користувачів дотримуються цих вказівок.

#### 160 метрів
| 160 метрів    |  | 1810 – 1838 | 1838 – 1840 | 1840 – 1843 | 1843 – 2000 |
| ------------- |  | ----------- | ----------- | ----------- | ----------- |
| Регіон IARU 1 |  |             |             |             |             |

#### 80 метрів
| 80 метрів     | 3500 – 3570 | 3570 – 3600 | 3600 – 3620 | 3620 – 3800 |
| ------------- | ----------- | ----------- | ----------- | ----------- |
| Регіон IARU 1 |             |             |             |             |

#### 60 метрів
| IARU R1 (WRC-15) і Великобританія |  |  |  |  |  |  |  |  |  |  |  |  | WRC-15 виділ. |  |  |  |  |  |  |  |  |
| Також додаткові канали, призначені для діапазону (або каналу) WRC-15 для Бахрейну*, Північної Македонії, Португалії, Республіки Ірландія та Ізраїлю. |  |  |  |  |  |  |  |  |  |  |  |  |               |  |  |  |  |  |  |  |  |

| Болгарія, Данія                                                                   |
| 5370 – 5450 Естонія, 5260 – 5410 Норвегія, 5275 – 5450 Кенія, 5060 – 5450 Сомалі. |

#### 40 метрів
| Регіон IARU 1                 |
| Примітка: 7000 – 7300 Сомалі. |

#### 30 метрів
| 30 метрів     | 10100 – 10130 | 10130 – 10150 |
| ------------- | ------------- | ------------- |
| Регіон IARU 1 |               |               |

#### 20 метрів
| 20 метрів     | 14000 – 14070 | 14070 – 14099 | Б | 14101 – 14350 |
| ------------- | ------------- | ------------- | - | ------------- |
| Регіон IARU 1 |               |               |   |               |

#### 17 метрів
| 17 метрів     | 18068 – 18095 | 18095 – 18109 | Б | 18111 – 18168 |
| ------------- | ------------- | ------------- | - | ------------- |
| Регіон IARU 1 |               |               |   |               |

#### 15 метрів
| 15 метрів     | 21000 – 21070 | 21070 – 21110 | 21110 – 21120 | 21120 – 21149 | Б | 21151 – 21450 |
| ------------- | ------------- | ------------- | ------------- | ------------- | - | ------------- |
| Регіон IARU 1 |               |               |               |               |   |               |

#### 12 метрів
| 12 метрів     | 24890 – 24915 | 24915 – 24929 | Б | 24931 – 24990 |
| ------------- | ------------- | ------------- | - | ------------- |
| Регіон IARU 1 |               |               |   |               |

#### 10 метрів
| 10 метрів     | 28000 – 28070 | 28070 – 28190 | Б | 28225 – 29200 | 29200 – 29300 | 29300 – 29510 | 29510 – 29700 |
| ------------- | ------------- | ------------- | - | ------------- | ------------- | ------------- | ------------- |
| Регіон IARU 1 |               |               |   |               |               |               |               |

## Супутниковий радіозв'язок
Радіоаматори можуть займатися супутниковим і космічним зв'язком; однак частоти, дозволені для такої діяльності, виділяються окремо від радіоаматорських діапазонів загального користування.
| Міжнародні розподіли частот аматорських супутників | Міжнародні розподіли частот аматорських супутників | Міжнародні розподіли частот аматорських супутників | Міжнародні розподіли частот аматорських супутників | Міжнародні розподіли частот аматорських супутників | Міжнародні розподіли частот аматорських супутників | Міжнародні розподіли частот аматорських супутників |
| Діапазон                                           | Діапазон                                           | Літера                                             | Розподіл                                           | Бажані піддіапазони                                | Статус користувача                                 | Примітки                                           |
| -------------------------------------------------- | -------------------------------------------------- | -------------------------------------------------- | -------------------------------------------------- | -------------------------------------------------- | -------------------------------------------------- | -------------------------------------------------- |
| HF                                                 | 40 м                                               |                                                    | 7.000 – 7.100 MHz                                  |                                                    | Первинний                                          |                                                    |
| HF                                                 | 20 м                                               |                                                    | 14.000 – 14.250 MHz                                |                                                    | Первинний                                          |                                                    |
| HF                                                 | 17 м. вул                                          |                                                    | 18.068 – 18.168 MHz                                |                                                    | Первинний                                          | Весь радіоаматорський діапазон                     |
| HF                                                 | 15 м                                               | H                                                  | 21.000 – 21.450 MHz                                |                                                    | Первинний                                          | Весь радіоаматорський діапазон                     |
| HF                                                 | 12 м                                               |                                                    | 24.890 – 24.990 MHz                                |                                                    | Первинний                                          | Весь радіоаматорський діапазон                     |
| HF                                                 | 10 м                                               | A                                                  | 28.000 – 29.700 MHz                                | 29.300 – 29.510 MHz                                | Первинний                                          | Весь радіоаматорський діапазон                     |
| VHF                                                | 2 м                                                | V                                                  | 144.000 – 146.000 MHz                              | 145.800 – 146.000 MHz                              | Первинний                                          |                                                    |
| UHF                                                | 70 см                                              | U                                                  | 435.000 – 438.000 MHz                              |                                                    |                                                    |                                                    |
| UHF                                                | 23 см                                              | L                                                  | 1.260 – 1.270 GHz                                  |                                                    |                                                    | Дозволені лише висхідні канали                     |
| UHF                                                | 13 см                                              | S                                                  | 2.400 – 2.450 GHz                                  | 2.400 – 2.403 GHz                                  |                                                    |                                                    |
| SHF                                                | 9 см                                               | S2                                                 | 3.400 – 3.410 GHz                                  |                                                    |                                                    | Недоступно в регіоні МСЕ 1                         |
| SHF                                                | 5 см                                               | C                                                  | 5.650 – 5.670 GHz                                  |                                                    |                                                    | Дозволені лише висхідні канали                     |
| SHF                                                | 5 см                                               | C                                                  | 5.830 – 5.850 GHz                                  |                                                    | Вторинний                                          | Дозволені лише низхідні посилання                  |
| SHF                                                | 3 см                                               | X                                                  | 10.450 – 10.500 GHz                                |                                                    | Вторинний                                          |                                                    |
| SHF                                                | 1.25 см                                            | K                                                  | 24.000 – 24.050 GHz                                |                                                    | Первинний                                          |                                                    |
| EHF                                                | 6 мм                                               | R                                                  | 47.000 – 47.200 GHz                                |                                                    | Первинний                                          | Весь радіоаматорський діапазон                     |
| EHF                                                | 4 мм                                               |                                                    | 76.000 – 77.500 GHz                                |                                                    | Вторинний                                          |                                                    |
| EHF                                                | 4 мм                                               | 77.500 – 78.000 GHz                                | Первинний                                          |                                                    |                                                    |                                                    |
| EHF                                                | 4 мм                                               | 78.000 – 81.000 GHz                                | Вторинний                                          |                                                    |                                                    |                                                    |
| EHF                                                | 2 мм                                               |                                                    | 134.000 – 136.000 GHz                              |                                                    | Первинний                                          | Весь радіоаматорський діапазон                     |
| EHF                                                | 2 мм                                               | 136.000 – 141.000 GHz                              | Вторинний                                          |                                                    |                                                    | Весь радіоаматорський діапазон                     |
| EHF                                                | 1 мм                                               |                                                    | 241.000 – 248.000 GHz                              |                                                    | Вторинний                                          | Весь радіоаматорський діапазон                     |
| EHF                                                | 1 мм                                               | 248.000 – 250.000 GHz                              | Первинний                                          |                                                    |                                                    | Весь радіоаматорський діапазон                     |
| 1. 2. 3.                                           |                                                    |                                                    |                                                    |                                                    |                                                    |                                                    |